# Дружная (Пермский край)
Дружная — деревня в Еловском районе Пермского края России. Входит в состав Брюховского сельского поселения.

## История
В 1968 г. указом президиума ВС РСФСР деревни Большие и Малые Кобели, фактически слившиеся в единый населенный пункт наименованы деревней Дружная.

## Население
| 2010 |
| ---- |
| 45   |